# Südafrikanische Strumpfbandnatter
Die Südafrikanische Strumpfbandnatter (Elapsoidea sundevallii), auch Sundevalls Strumpfbandotter genannt, ist eine Schlangenart aus der Familie der Giftnattern (Elapidae) und zählt zur Gattung der Afrikanischen Strumpfbandnattern (Elapsoidea).
Eine nähere Verwandtschaft zur nordamerikanischen Gattung der Strumpfbandnattern (Thamnophis) besteht nicht.

## Merkmale
Elapsoidea sundevallii erreicht eine Gesamtlänge zwischen 60 und 100 cm. Die Unterart Elapsoidea sundevallii longicauda erreicht bis zu 140 cm. Der Kopf ist kurz, rundlich und wenig vom Hals abgesetzt. Die Schnauze ist etwas zugespitzt. Die Augen sind relativ groß und besitzen eine runde Pupille. Jungschlangen sind in regelmäßigen Abständen durch helle (cremefarben bis blassrosa) und dunkle (braun bis schwarz) Querbinden gezeichnet. Diese Bänderung verschwindet mit steigendem Alter und weicht einer einheitlich grauen bis braunen Grundfärbung des Rückens. Lediglich bei der Unterart  Elapsoidea sundevallii sundevallii bleibt die Bänderzeichnung auch im adulten Alter bestehen. Die Bauchseite ist weiß bis gräulich gefärbt. Im Nacken zeigt sich ein pfeilförmiger Fleck. Der Giftapparat besteht aus seitlich des Schädels befindlichen Giftdrüsen (spezialisierte Speicheldrüsen) und im vorderen Oberkiefer befindlichen, feststehenden Fangzähnen (proteroglyphe Zahnstellung).
Eine Verwechslungsmöglichkeit besteht unter anderem mit der Ostafrikanischen Strumpfbandnatter (Elapsoidea loveridgei).

### Pholidose
Die Pholidose (Beschuppung) zeigt folgende Merkmale:
- 7 Oberlippenschilde (Supralabialia), davon das 3. und 4. an den Augenunterrand stoßend,
- 7 Unterlippenschilde (Scutum sublabialia),
- 13 Reihen glatte Rumpfschuppen (Scuta dorsalia) und
- 156 bis 181 (Männchen) bzw. 138 bis 161 (Weibchen) Bauchschilde (Scuta ventralia).

## Systematik

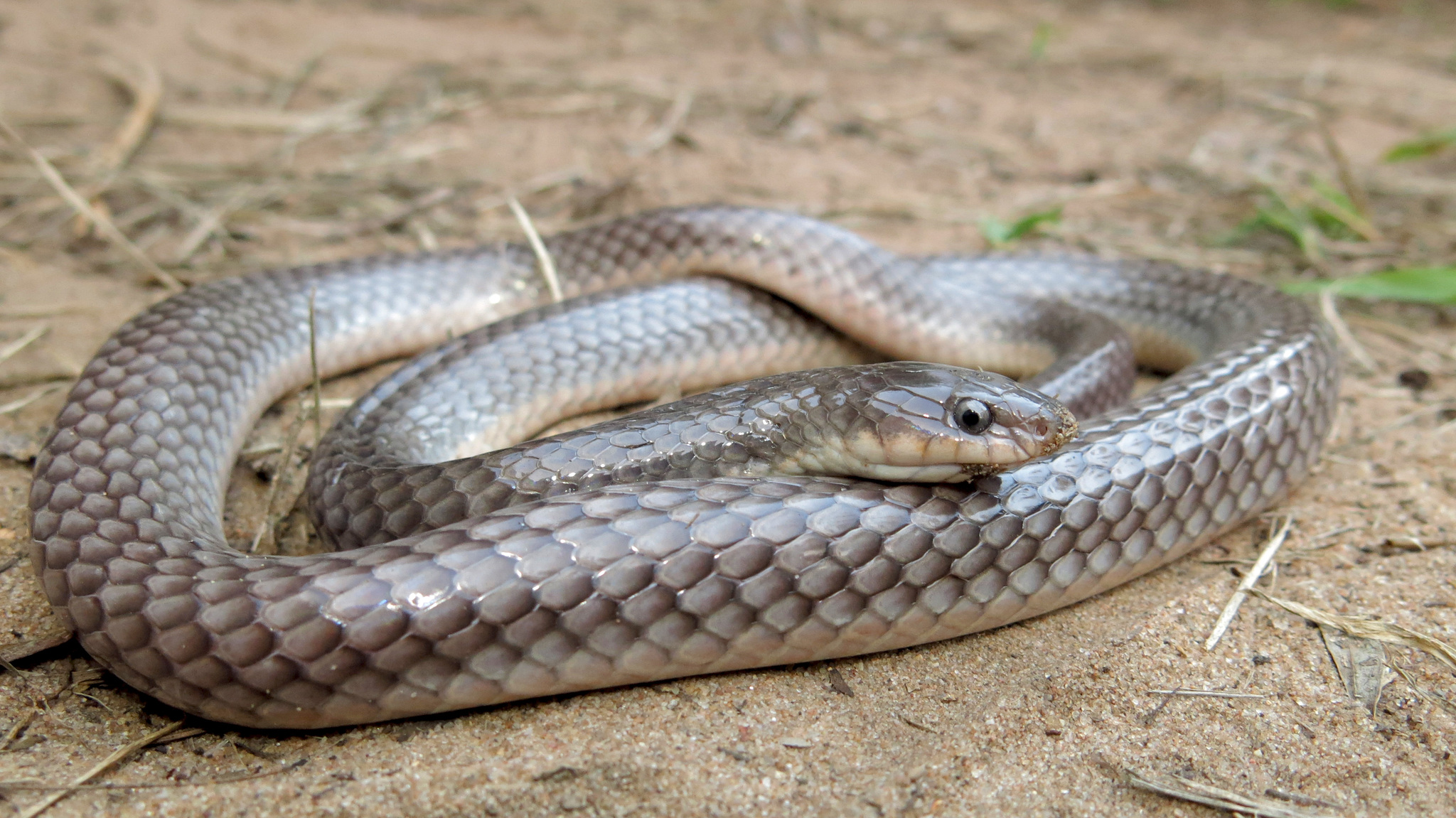
Elapsoidea sundevallii decosteri

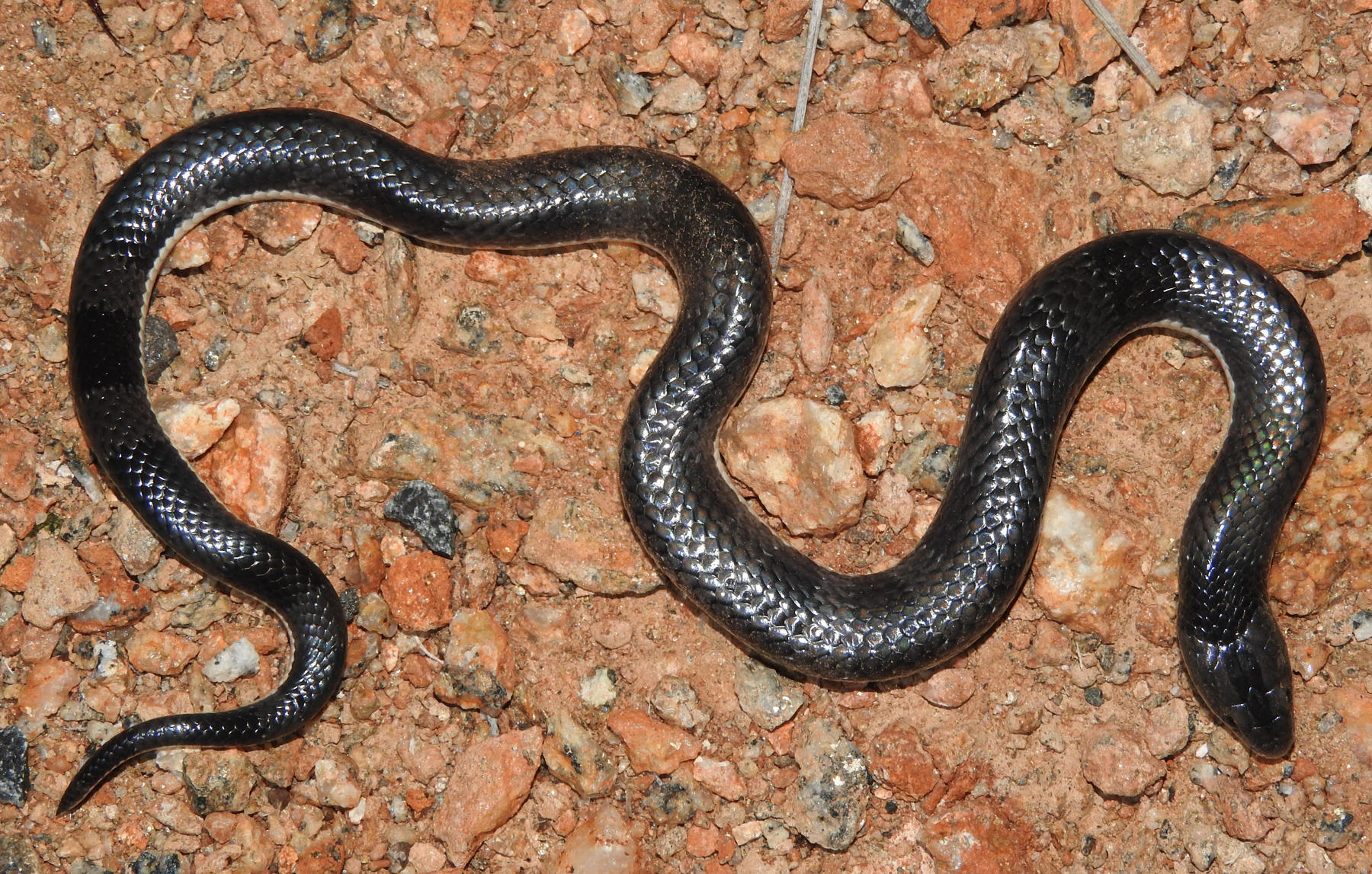
Elapsoidea sundevallii longicauda

Die Erstbeschreibung von Elapsoidea sundevallii erfolgte im Jahr 1848 durch  den schottischen Zoologen Andrew Smith unter der Bezeichnung Elaps sunderwallii. The Reptile Database führt derzeit (Stand: 2018) fünf Unterarten:
- Elapsoidea sundevallii decosteri Boulenger 1888
- Elapsoidea sundevallii fitzsimonsi Loveridge 1944
- Elapsoidea sundevallii longicauda Broadley 1971
- Elapsoidea sundevallii media Broadley 1971
- Elapsoidea sundevallii sundevallii (Smith 1848)

## Verbreitung
Das Verbreitungsgebiet umfasst in Subsahara-Afrika Areale in Südafrika, Mosambik, Namibia, Botswana, Simbabwe und Eswatini. Im Detail sind die verschiedenen Unterarten wie folgt verbreitet: Elapsoidea sundevallii sundevalli in KwaZulu-Natal, Eswatini, Transvaal (Südost), Elapsoidea sundevallii decosteri in Mosambik (Süden), Zululand (Nord), Eswatini, Elapsoidea sundevallii fitzsimonsi in Namibia, Botswana (West), Kapprovinz (Nord), Elapsoidea sundevallii longicauda in Transvaal (Nord), Simbabwe (Südost), angrenzendes Mosambik (Terra typica: Gonarezhou-Nationalpark, Simbabwe, auf 425 Metern Höhe gefunden) und Elapsoidea sundevallii media in Transvaal, Orange Free State, westwärts bis in die nördliche Kapprovinz (Terra typica: Edendale in der Nähe von Johannesburg, Transvaal, auf einer Höhe von 1600 Metern).
Die bevorzugten Lebensräume sind variabel und umfassen Küstenwälder, Dünen, Grasland und Savannen. Die Biotope zeichnen sich, zumindest saisonal, oftmals durch Trockenheit aus, können jedoch auch feucht sein.

## Lebensweise
Elapsoidea sundevallii führt eine weitestgehend nachtaktive, grabende Lebensweise und wird selten beobachtet. Als Verstecke dienen der lockere Untergrund (Erde, Sand), Tierbauten, Termitennester, Totholz und ähnliches. An der Erdoberfläche kann man die Art am ehesten nachts bei hoher Luftfeuchtigkeit und nach starken Regenschauern beobachten, wobei sich die Tiere langsam fortbewegen. Zum Beutespektrum zählen in erster Linie Echsen, Reptilieneier, Froschlurche und andere Schlangen sowie gelegentlich Kleinsäuger. Die Fortpflanzung erfolgt durch Oviparie, also eierlegend. Das Gelege umfasst circa zehn Eier. Diese messen 8 bis 10 mm in der Länge und 28 mm in der Breite.
Gegenüber dem Menschen verhält sich Elapsoidea sundevallii nicht aggressiv. Bei Provokation wird der Vorderkörper im Rahmen eines Warnverhaltens abgeflacht. Der Körper kann in schlagenden Bewegungen gewunden werden. Giftbisse erfolgen zumeist nur bei Ergreifen und anhaltender Provokation eines Tieres.

## Schlangengift
Das Giftsekret von Elapsoidea sundevallii wirkt auf Beutetiere vermutlich neurotoxisch. Chemie und Pharmakologie der Toxine sind jedoch weitgehend unbekannt. Gegenüber dem Menschen sind Giftbisse zumeist nicht besonders wirksam. Es wurden bisweilen keine schwerwiegenden Zwischenfälle mit der Art dokumentiert.